# Palazzo Marliani
Il Palazzo Marliani era un edificio storico di Milano, situato in corrispondenza dell'attuale Palazzo del Monte in via Monte Napoleone all'angolo con via Sant'Andrea.

## Storia e descrizione
Il palazzo, commissionato dalla potente famiglia nobiliare milanese dei Marliani, fu per circa tre secoli uno dei maggiori esempi del primo rinascimento lombardo di Francesco Sforza, in cui le forme eleganti e pacate del nuovo stile rinascimentale fiorentino si univano all'esuberanza dei cotti fittamente decorati dello stile lombardo ancora influenzato dal tardo gotico. Il palazzo, scandito verticalmente da lesene, presentava al pian terreno finestre rettangolari in cotto decorate con cordoni ed altre intricate trame, mentre il portale, ad arco a tutto sesto, con pennacchi e architrave decorati da bassorilievi era l'unico elemento genuinamente rinascimentale. Il piano superiore presentava finestre a sesto acuto finemente decorate con al centro decorate con una frangia terminante in un capitello pensile (ovvero si trattava di bifore senza elemento portante centrale). Il palazzo, man mano rimaneggiato e modificato nel tempo, fu completamente rifatto nel 1782 per ospitare il nuovo palazzo del Monte camerale di Santa Teresa, rinominato nel periodo napoleonico in Monte Napoleone, che diede successivamente il nome alla via.